# François Thijssen
François Thijssen o Frans Thijsz (murió el 13 de octubre de 1638) fue un explorador neerlandés que es famoso por su viaje de 1627 a lo largo de la costa sur de Australia. 
François Thijssen era el capitán del buque de la Compañía Neerlandesa de las Indias Orientales (Vereenigde Oostindische Compagnie o VOC), 't Gulden Zeepaerdt [El caballito de mar dorado], que navegaba desde el cabo de Buena Esperanza a Batavia (actual Yakarta). En este viaje, que terminó demasiado hacia el sur, descubrió el 26 de enero de 1627 la costa de Australia, cerca del cabo Leeuwin. 
Thijssen siguió navegando hacia el este, cartografiando más de 1500 kilómetros de la costa de Australia. Llamó a esa tierra 't Land van Pieter Nuyts (La Tierra de Pieter Nuyts), refiriéndose al más alto funcionario de la VOC que iba a bordo de su barco. Parte del mapa de Thijssen muestra las islas San Francisco y San Pedro, ahora conocidas como el archipiélago Nuyts. El buque, que había sido construido en Middelburg y había zarpado de Zelanda el 22 de mayo de 1626, finalmente llegó a Batavia el 10 de abril de 1627. Las observaciones de Thijssen se incluyeron muy pronto, ya en 1628, en un mapa de las Indias y de Nueva Holanda (ahora Australia) realizado por el cartógrafo de la VOC, Hessel Gerritsz. 
Este viaje definió la mayor parte de la costa sur de Australia y desalentó la idea de que Nueva Holanda, como se conocía entonces, estaba vinculada a la Antártida. Mucho más tarde, los resultados de Thijssen condujeron a Jean Pierre Purry a proponer el establecimiento de una colonia neerlandesa en el continente en 1717-1718. En su novela de 1726, Los viajes de Gulliver, Jonathan Swift emplazó Lilliput y Blefuscu cerca del inimaginablemente remoto archipiélago de Nuyts, cien años después de su descubrimiento. De hecho, la actual Australia del Sur no fue visitada de nuevo por los europeos durante 165 años, hasta que en 1792 el explorador y marino francés Bruni d'Entrecasteaux buscó allí a su compatriota perdido La Pérouse. 
Thijssen llevó el Gulden Zeepaerdt de vuelta a Middelburg en un viaje en 1629-1630. Fue capitán del buque Valk, que zarpó en 1636 desde Zelanda de nuevo a Batavia. Más tarde, ese barco naufragó cerca de Pulicat, en el sudeste de la India, el 13 de octubre de 1638, aunque no está claro si François Thijssen era su capitán en tal momento.